# Benbowia orientalis
Benbowia orientalis är en fjärilsart som beskrevs av Alexander Schintlmeister 1993. Benbowia orientalis ingår i släktet Benbowia och familjen tandspinnare. Inga underarter finns listade i Catalogue of Life.